# Красовский, Степан Акимович
Степа́н Аки́мович Красо́вский (бел. Сцяпан Акімавіч Красоўскі; 8 (20) августа 1897, село Глухи, Могилёвский уезд, Могилёвская губерния, Российская империя — 21 апреля 1983, Москва, РСФСР, СССР) — советский военачальник, командующий воздушными армиями в Великой Отечественной войне, Герой Советского Союза (29.05.1945). Маршал авиации (1959), профессор (1960).

## Биография
Родился 8 (20) августа 1897 года в селе Глухи Могилёвской губернии (ныне Быховский район Могилёвской области Белоруссии) в многодетной семье крестьянина, белорус. В 1911 году окончил церковно-приходскую школу, в 1915 году — высшее начальное училище в Быхове. С 1915 года работал учеником телеграфиста в Селецком почтово-телеграфном отделении.

## В Русской императорской армии
Призван в Русскую императорскую армию в мае 1916 года. Сначала служил в Сибирском запасном полку (Псковская губерния), затем направлен учиться. Окончил курсы механиков беспроволочного телеграфа Западного фронта в Минске, произведён в унтер-офицеры, назначен начальником радиостанции в 20-м армейском корпусе, с марта 1917 года — в 25-м корпусном авиаотряде на Западном фронте. Участник Первой мировой войны.

## Гражданская война
Определился со своим жизненным выбором ещё до начала Гражданской войны, вступив в Красную Гвардию во время событий Октябрьской революции в октябре 1917 года. С 1918 года служил в Красной Армии, был авиамотористом, затем начальником связи 33-го социалистического авиаотряда на Восточном фронте. На фронте ввиду нехватки кадров также освоил специальность лётчика-наблюдателя, совершил десятки боевых вылетов. С октября 1919 года — комиссар авиационного отряда в составе 4-й армии, с мая 1920 года — комиссар 1-го Азербайджанского авиаотряда в ВВС 11-й армии. Воевал против армий адмирала А. В. Колчака, затем участвовал в боевых действиях в Закавказье.

## Межвоенный период
До 1925 года продолжал службу в авиации РККА (ВВС) ВС СССР на должностях комиссара 33-го (Закавказье) и с осени 1924 — 14-го (Московский военный округ) авиаотрядов. В 1926 году окончил курсы усовершенствования начальствующего состава ВВС при Военно-воздушной академии имени Н. Е. Жуковского. В декабре 1927 года назначен командиром и военкомом 3-го авиаотряда, дислоцировавшегося в Иваново-Вознесенске. В Иванове служил до марта 1934 года, после чего был переведён в Ленинградский военный округ. В 1936 году окончил Военно-воздушную академию имени Н. Е. Жуковского, с 1936 года командовал 253-й штурмовой авиабригадой, с ноября 1937 — тяжёлым бомбардировочным авиакорпусом, с октября 1939 года — районом авиационного базирования в Ленинградском военном округе.
Участник советско-финской войны 1939—1940 годов в должности командующего ВВС 14-й армии и одновременно — командира Мурманской авиабригады.
С марта 1940 года — начальник Краснодарского военно-авиационного училища лётнабов и штурманов, с января 1941 года — помощник командующего ВВС Северо-Кавказского военного округа по военно-учебным заведениям. С июня 1941 года — командующий ВВС Северо-Кавказского военного округа.

## Великая Отечественная война

Бюст С. А. Красовского в Монино

На фронтах Великой Отечественной войны с августа 1941 года, когда был назначен командующим ВВС 56-й отдельной армии. С января 1942 года — командующий ВВС Брянского фронта. С мая по июль 1942 года — командующий 2-й воздушной армией. С 6 по 16 ноября 1942 года — командующий ВВС Юго-Западного фронта, а с 16 ноября 1942 года по 26 марта 1943 года — командующий 17-й воздушной армией. С марта 1943 года до конца войны — вновь командующий 2-й воздушной армией. Соединения под его командованием сражались на Южном, Брянском, Юго-Западном, Воронежском и 1-м Украинском фронтах; участвовали в оборонительных боях за Ростов-на-Дону и Сталинград, в Курской битве, форсировании Днепра, освобождении Киева, Корсунь-Шевченковской, Львовско-Сандомирской, Нижне-Силезской, Берлинской и Пражской операциях.
Указом Президиума Верховного Совета СССР от 29 мая 1945 года «за образцовое выполнение боевых заданий командования на фронте борьбы с немецкими захватчиками и достигнутые при этом успехи» генерал-полковнику авиации Красовскому Степану Акимовичу присвоено звание Героя Советского Союза с вручением ордена Ленина и медали «Золотая Звезда».

## Послевоенное время
После войны до мая 1947 года продолжал командовать 2-й воздушной армией, дислоцированной в Австрии. С мая 1947 года — командующий ВВС Дальнего Востока. С сентября 1951 года по август 1952 года был главным военным советским советником в ВВС Китайской Народной Республики. С августа 1952 года — командующий ВВС Московского военного округа. С июня 1953 года — командующий ВВС Северо-Кавказского военного округа. С апреля 1955 – командующий 26-й воздушной армией (Белорусский военный округ).  В апреле 1956 — мае 1968 годах — начальник Военно-воздушной академии.
В 1961—1966 годах являлся членом Центральной ревизионной комиссии КПСС.
С октября 1968 года — в отставке. С июля 1970 года — в Группе генеральных инспекторов МО СССР.
Жил в Москве. Умер 21 апреля 1983 года. Похоронен на Монинском мемориальном военном кладбище в посёлке Монино Московской области .

## Награды
СССР

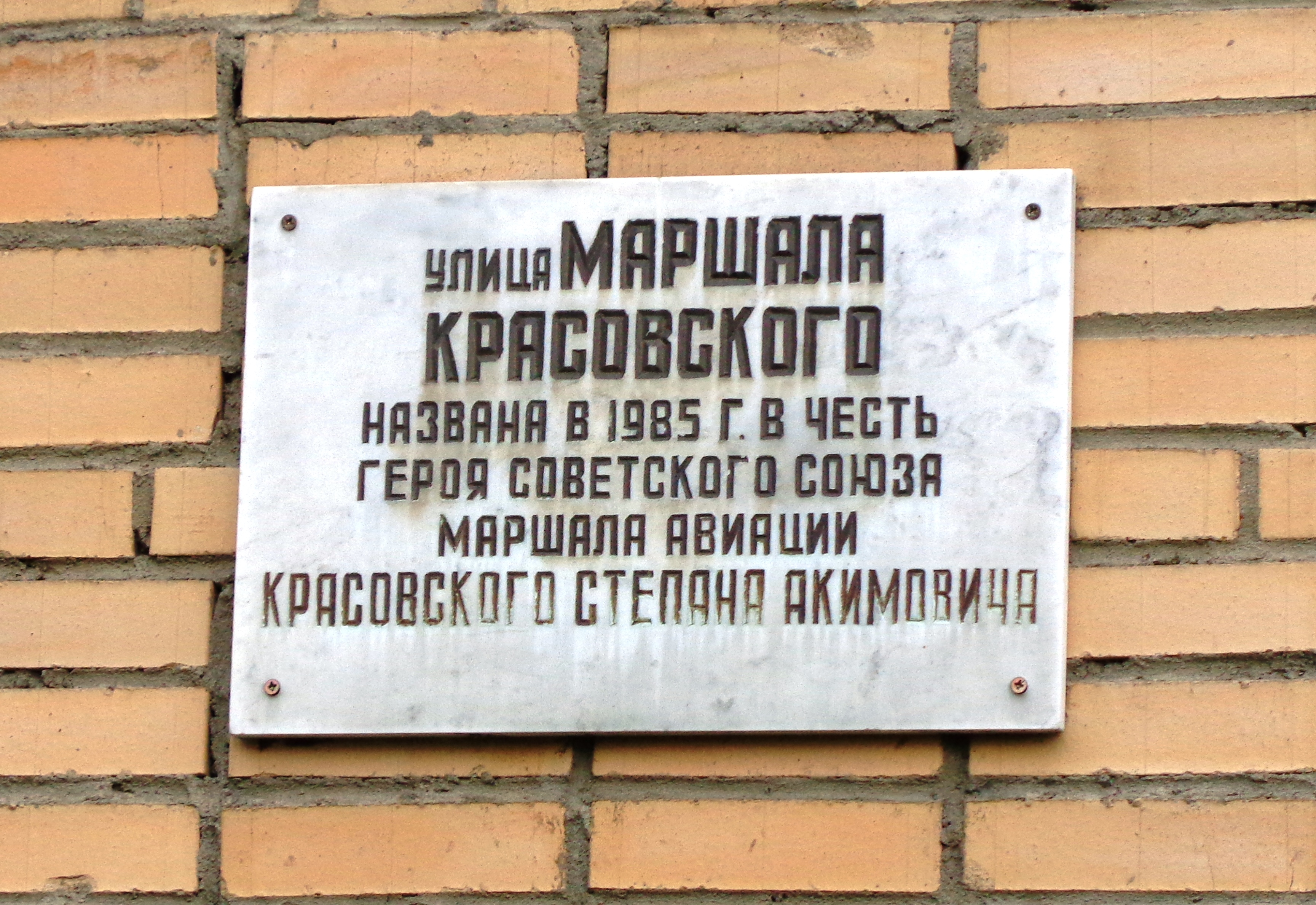
Аннотационная доска на улице Красовского в поселке Монино Московской области, где проживал Герой Советского Союза С. А. Красовский.

- Герой Советского Союза (29.05.1945).
- Шесть орденов Ленина (19.01.1943[6], 21.02.1945, 6.04.1945, 29.05.1945, 15.09.1961, 7.08.1967):
- Орден Октябрьской Революции (19.08.1977).
- Четыре ордена Красного Знамени (23.11.1942, 3.11.1944, 6.11.1947, 11.10.1968).
- Ордена Суворова I (19.08.1944) и II (27.08.1943) степеней.
- Орден Кутузова I степени (29.05.1944).
- Орден Богдана Хмельницкого I степени (10.01.1944).
- Орден Красной Звезды (27.10.1932).
- Орден «За службу Родине в Вооружённых Силах СССР» III степени (30.04.1975).
- Медали.

Иностранные награды
- Орден «Virtuti Militari» III степени (Польша)
- Орден «Крест Грюнвальда» I степени (Польша)
- Орден «За заслуги перед Отечеством» в золоте (ГДР, 8.05.1975)
- Орден Белого льва II степени (Чехословакия)
- Чехословацкий Военный крест 1939 года (Чехословакия)
- Орден «За боевые заслуги» (Монголия, 6.07.1971)
- Медаль «В память 20-летия Словацкого восстания 1944 года» (ЧССР)
- Медаль «За укрепление дружбы по оружию» I степени (ЧССР)
- Медаль «Братство по оружию» в золоте (ГДР)
- Медаль «20 лет Болгарской народной армии» (Болгария, 22.08.1964)
- Медаль «90 лет со дня рождения Георгия Димитрова» (Болгария, 23.02.1974)
- Медаль «Китайско-советская дружба» (КНР)
- Медаль «50 лет Монгольской Народной Армии» (Монголия, 15.03.1971)
- Медаль «50 лет Монгольской Народной Революции» (Монголия, 16.12.1971)
- Медаль «60 лет Вооружённым силам МНР» (Монголия, 29.12.1981)
- Медаль «20-я годовщина Революционных Вооружённых сил Кубы» (Куба)

## Воинские звания
- комбриг (04.12.1935);
- генерал-майор авиации (04.06.1940);
- генерал-лейтенант авиации (20.12.1942);
- генерал-полковник авиации (04.02.1944);
- маршал авиации (08.05.1959).

## Воспоминания
- Красовский С. А. Жизнь в авиации. — М.: Воениздат, 1968.
- Красовский С. А. Побеждают советские соколы. // Битва за Сталинград. 4-е издание. — Волгоград: Нижне-Волжское книжное издательство, 1973. — С.348-365.
- Красовский С. А. Штурмовики в качестве истребителей. // Военно-исторический журнал. — 1977. — № 8. — С.58-62.

## Память

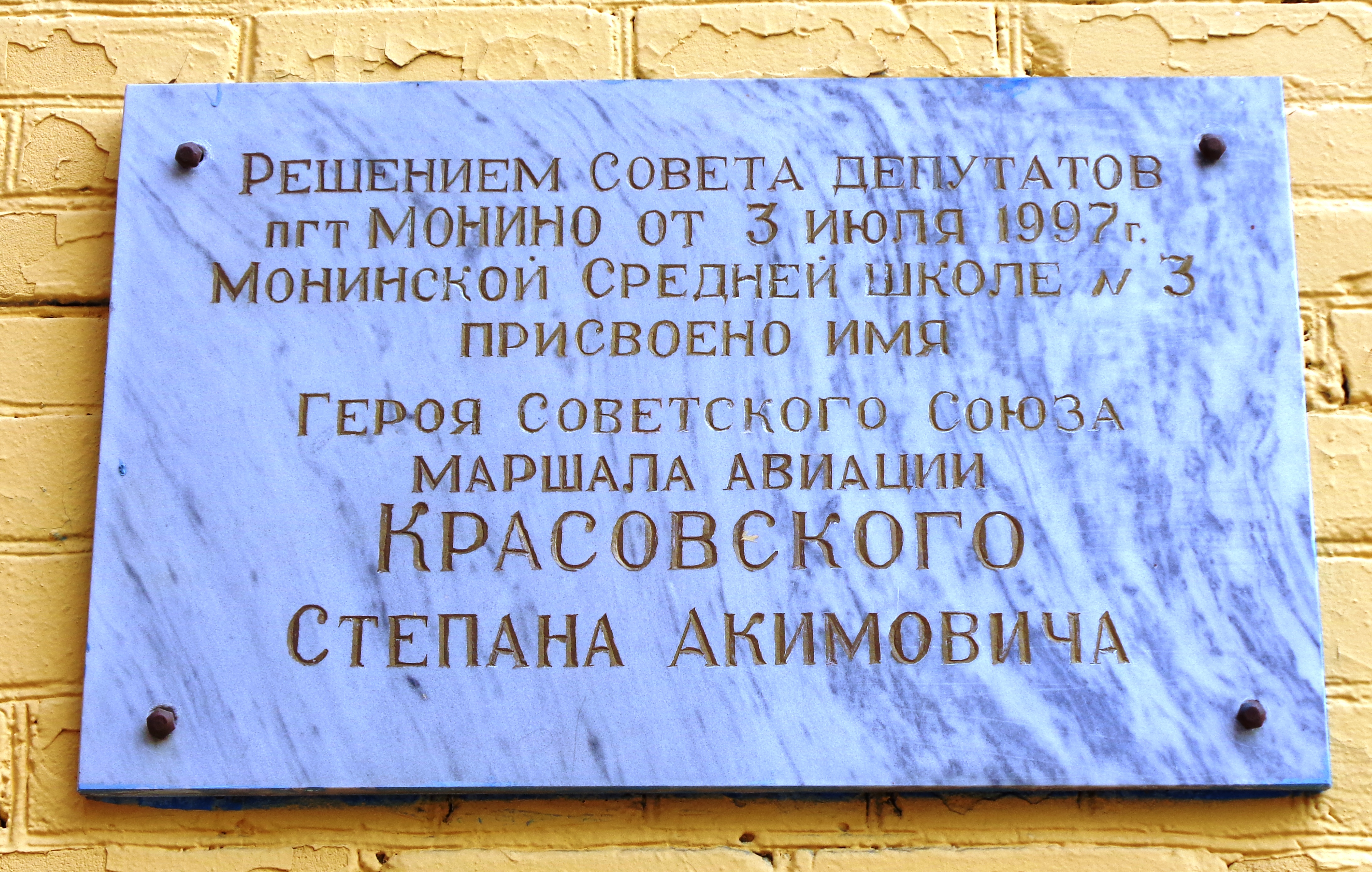
Мемориальная доска С. А. Красовскому на фасаде здания школы № 3 посёлка Монино, которая носит его имя.

- Его именем названа улица в Воронеже.
- Имя С. А. Красовского носит улица в посёлке Монино Московской области.
- 17 августа 1997 года в Монино установлен бюст-памятник Маршалу (сооружён в честь 100-летия со дня рождения маршала. Автор и скульптор Н. Ф. Венгрин).
- Его имя носит площадь и улица в г. Быхов Могилёвской области.
- Имя маршала присвоено средней школе № 3 посёлка Монино, где во дворе установлен бюст Героя Советского Союза, а на здании школы — мемориальная доска[7].
- На собственные средства Маршал авиации С. А. Красовский построил многоквартирный жилой дом для военнослужащих академии в посёлке Монино (Авиационная улица, дом 4).
- Имя маршала присвоено клубу «Авиатор», созданному при Центральном музее ВВС РФ в пос. Монино[8].
- Имя маршала было присвоено улице в г. Черкассы, Украина (в 2016 году название изменено в процессе так называемой декоммунизации).
- Имя маршала было присвоено улице в г. Бровары, Украина (в 2016 году название изменено в процессе так называемой декоммунизации)
- Имя маршала было присвоено средней школе села Завальное